# Liste der Internationalen Meister (Verleihung 1959)

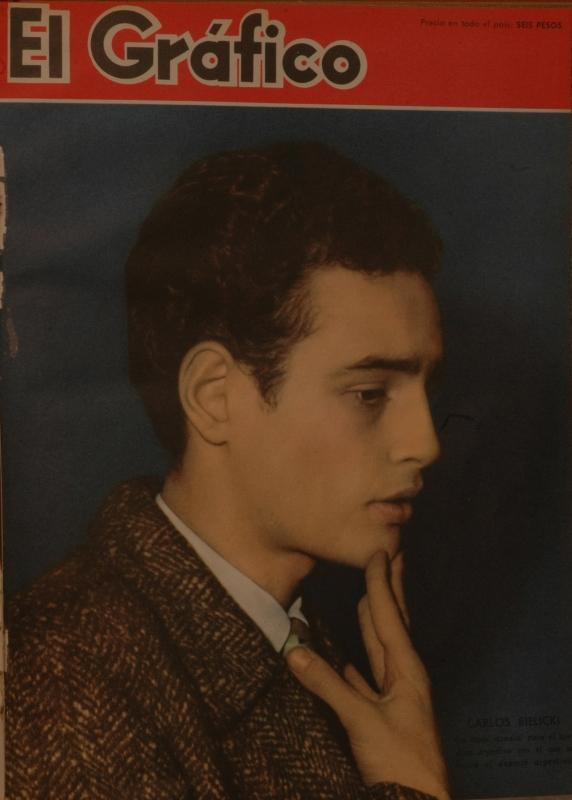
Carlos Bielicki wurde nach dem Gewinn der Juniorenweltmeisterschaft 1959 zum Internationalen Meister ernannt.

Die Liste der Internationalen Meister des Jahres 1959 führt alle Schachspieler auf, die im Jahr 1959 vom Weltschachbund FIDE den Titel Internationaler Meister erhalten haben.
Seit dem Tod von Carlos Bielicki im September 2024 ist keiner der damals fünf geehrten Spieler noch am Leben. Keinem der fünf Spieler wurde später der Titel eines Großmeisters oder Ehren-Großmeisters verliehen.

## Legende
Die Tabelle enthält folgende Angaben:
- Name: Nennt den Namen des Spielers.
- Land: Nennt das Land, für das der Spieler 1959 spielberechtigt war.
- Lebensdaten: Nennt das Geburtsjahr und gegebenenfalls das Sterbejahr des Spielers.
- weitere Verbände: Gibt für Spieler, die früher oder später für mindestens einen anderen Verband spielberechtigt waren, diese Verbände mit den Zeiträumen der Spielberechtigung (sofern bekannt) an.

## Liste
| Name                    | Land             | Lebensdaten | weitere Verbände     |
| ----------------------- | ---------------- | ----------- | -------------------- |
| Carlos Bielicki         | Argentinien      | 1940–2024   |                      |
| Miquel Farré i Mallofré | Spanien          | 1936–2021   |                      |
| Jiří Fichtl             | Tschechoslowakei | 1922–2003   | Tschechien (ab 1993) |
| Francisco José Pérez    | Spanien          | 1920–1999   | Kuba (ab 1963)       |
| Bernardo Wexler         | Argentinien      | 1925–1992   |                      |